# Чезена
Чезѐна (на италиански: Cesena) е град и община в източната част на Северна Италия.

## География
Чезена се намира в провинция Форли-Чезена на област Емилия-Романя. Разположен е около река Савио. Население 96 386 от преброяването към 28 февруари 2010 г.

## История
Градът е заселен от умбри и етруски през V-IV век пр.н.е.

## Икономика
Хранително-вкусова, металообработваща и дървообработваща промишленост.

## Спорт
Футболният отбор носи името на града и се нарича АК Чезена. Редовен участник е в италианската Серия А.

## Личности
Родени
- Николета Браски (р. 1960), италианска киноактриса
- Адзельо Вичини (р. 1933), италиански футболен треньор
- Марко Пантани (1970-2004), италиански колоездач
- Папа Пий VI (1719-1799)
- Папа Пий VII (1742-1823)
- Себастиано Роси (р. 1964), италиански футболен вратар
- Ренато Сера (1884-1915), италиански литературен критик

## Личности, свързани с Чезена
- Папа Пий VIII (1761-1830)